# 堀親昌
堀 親昌（ほり ちかまさ / ちかひさ）は、江戸時代前期の大名。下野国烏山藩2代藩主、信濃国飯田藩初代藩主。飯田藩堀家2代。

## 生涯
慶長11年（1606年）、烏山藩初代藩主堀親良の嫡男として誕生した。
寛永14年（1637年）、父の死去により家督を相続する。この時、次弟・堀親智に3000石、三弟・堀親泰に2000石を分与した。親昌は領内で検地を実施する一方、烏山城の改修を行い藩政の基盤を固めた。寛文12年（1672年）、信濃飯田2万石に転封となる。
寛文13年（1673年）に死去し、飯田藩主としてはわずか1年弱で、跡を長男の親貞が継いだ。

## 系譜
父母
- 堀親良（父）
- 近藤氏 - 側室（母）

正室、継室
- 杉原長房の娘（正室）
- 青山幸成の娘（継室）
- 内藤信正の娘（継々室）
- 浄心院 - 三条西実条の娘（継々々室）

子女
- 堀親貞（長男） 生母は浄心院